# Broken Arrow (Oklahoma)
Pour les articles homonymes, voir Broken Arrow.
Broken Arrow est une ville des États-Unis située dans le comté de Tulsa et dans le comté de Wagoner, dans l'État de l'Oklahoma. Sa population s’élevait à 98 850 habitants lors du recensement de 2010, estimée à 108 303 habitants en 2017, ce qui en fait la plus grande ville de la banlieue de Tulsa et la quatrième ville de l'État.

## Histoire
Le nom de la ville provient d'une communauté d'Amérindiens Creeks qui s'était installée à quelques kilomètres au sud de l'actuelle ville à la suite de leur exode de l'Alabama à l'Oklahoma (voir piste des Larmes). Le nom de cette communauté était Rekackv, ce qui signifie « Flèche brisée » (Broken Arrow en anglais).
En 1902 le chemin de fer arrive dans la région et William. S. Fears choisit un site pour fonder une ville qu'il décide d'appeler Broken Arrow en référence à la communauté creek. L'économie de la ville a d'abord été basée sur l'agriculture et le charbon et le développement de la ville fut assez lent pendant la première partie du XXe siècle.
La construction d'une autoroute dans les années 1960 qui relie Broken Arrow et Tulsa transforma la ville en ville-dortoir pour les personnes travaillant à Tulsa. La population de la ville a fortement augmenté depuis lors, passant de 11 000 en 1970 à 54 000 en 1990 et près de 100 000 en 2010.

## Géographie
Broken Arrow se situe au nord-est de l'Oklahoma à quelques kilomètres au sud-est de Tulsa et fait partie de l'aire métropolitaine de Tulsa. Elle se situe à l'est des Grandes Plaines et à l'ouest des monts Ozarks au bord de la rivière Arkansas qui coule au sud de la ville.

## Démographie
| Groupe            | Broken Arrow | Oklahoma | États-Unis |
| ----------------- | ------------ | -------- | ---------- |
| Blancs            | 79,3         | 72,2     | 72,4       |
| Métis             | 5,4          | 5,9      | 2,9        |
| Amérindiens       | 5,2          | 8,6      | 0,9        |
| Afro-Américains   | 4,3          | 7,4      | 12,6       |
| Asiatiques        | 3,6          | 1,7      | 4,8        |
| Autres            | 2,2          | 4,1      | 6,2        |
| Océaniens         | 0,1          | 0,1      | 0,2        |
| Total             | 100          | 100      | 100        |
|                   |              |          |            |
| Latino-Américains | 6,5          | 8,85     | 16,7       |

Selon l'American Community Survey pour la période 2011-2015, 90,68 % de la population âgée de plus de 5 ans déclare parler l'anglais à la maison, 4,78 % déclare parler l'espagnol, 1,11 % le vietnamien et 3,43 % une autre langue.

## Personnalités liées à la ville
- Kristin Chenoweth, actrice et productrice, est née à Broken Arrow ;
- Brad Penny, joueur de baseball, est né à Broken Arrow ;
- Warren Spahn, joueur de baseball, est décédé à Broken Arrow ;
- Drew Rucinski (né en 1988), joueur de baseball, est né à Broken Arrow.
- Affaire criminelle de "Broken Arrow murders (en)" Robert et Michael Bever vont massacrer leur famille (5 morts et 1 blessé).

## Galerie photographique

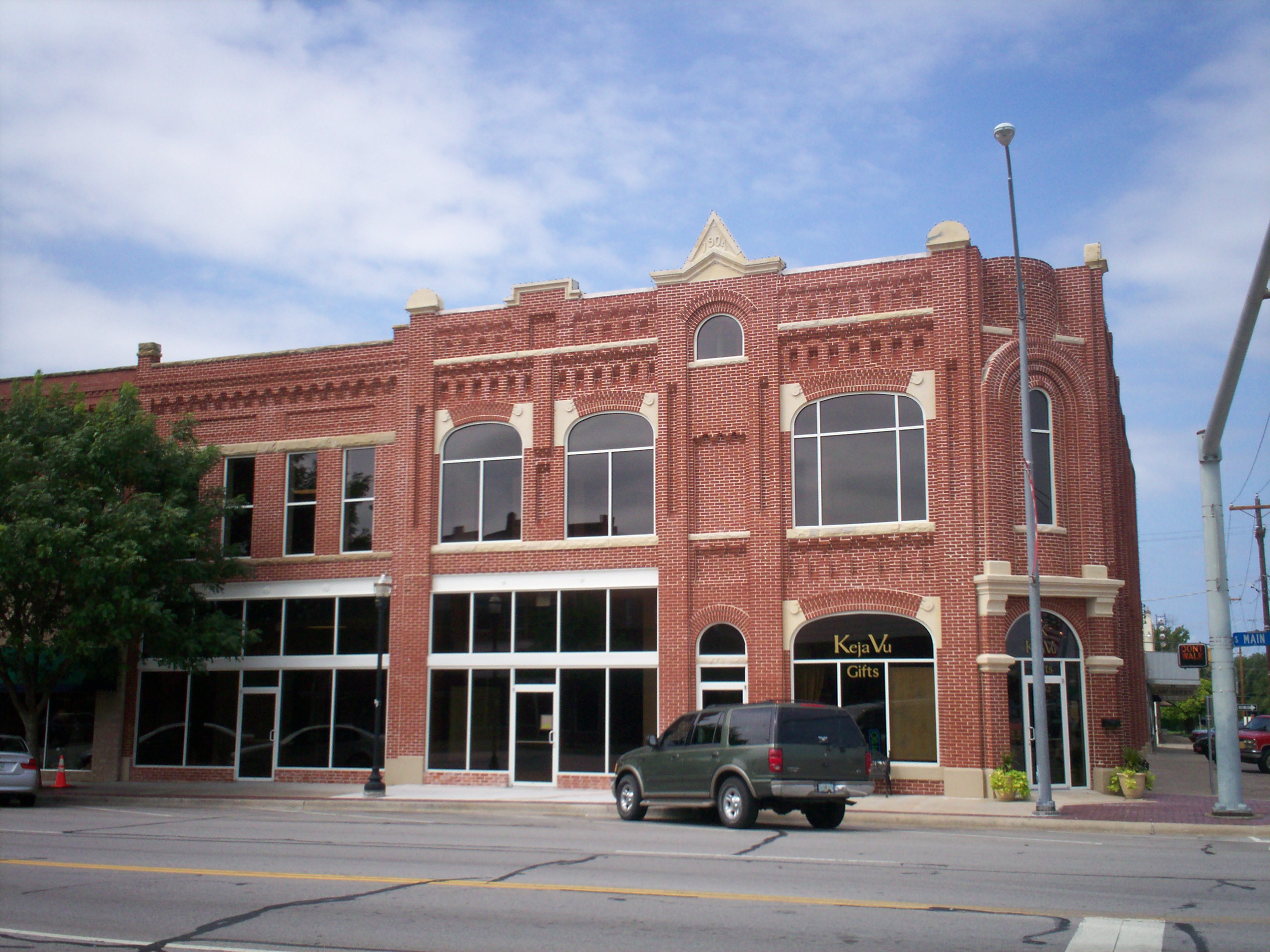
Old Ross Drug building, dans le centre-ville, après restauration.
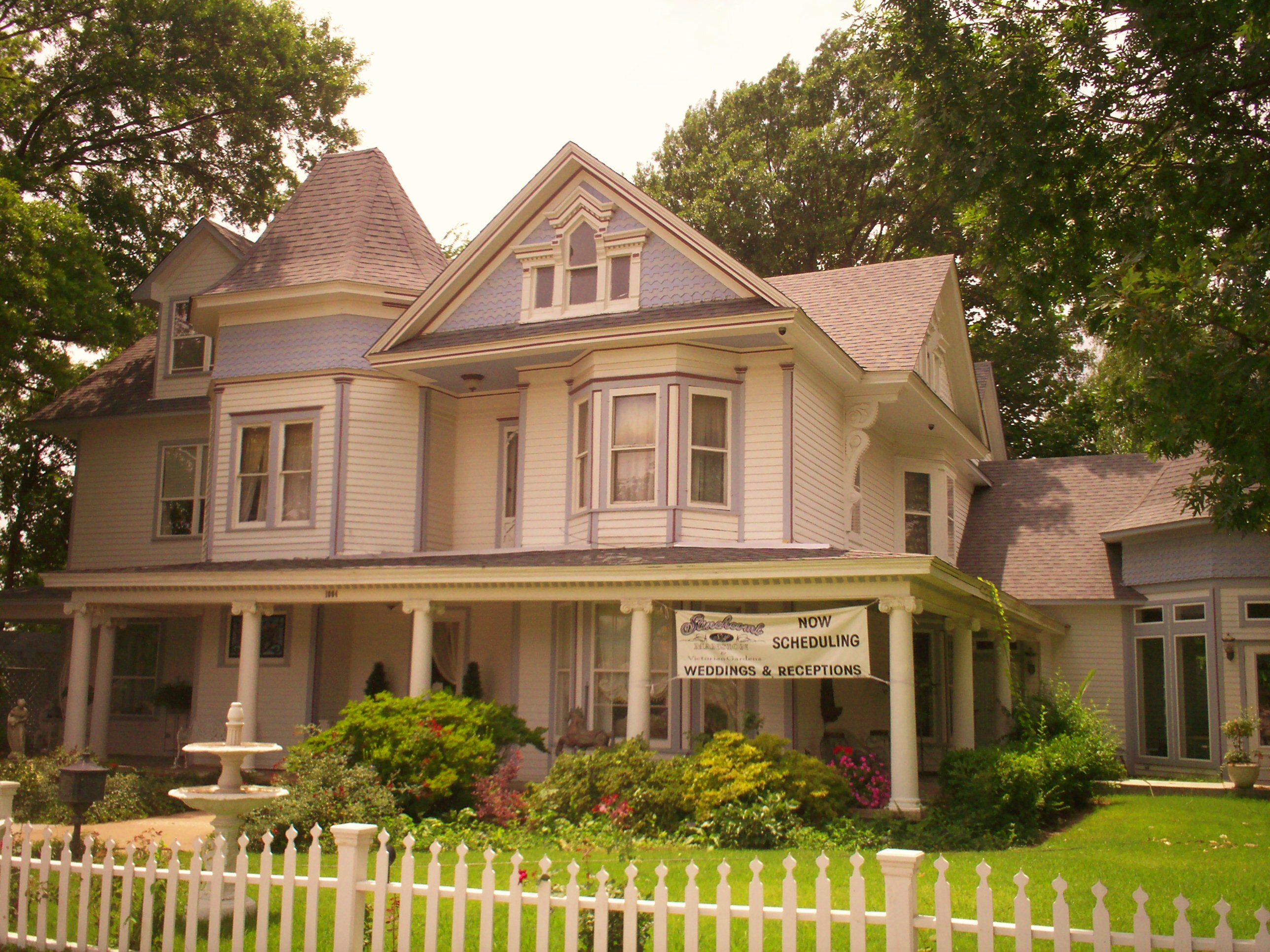
Maison de 1904 sur Main Street.
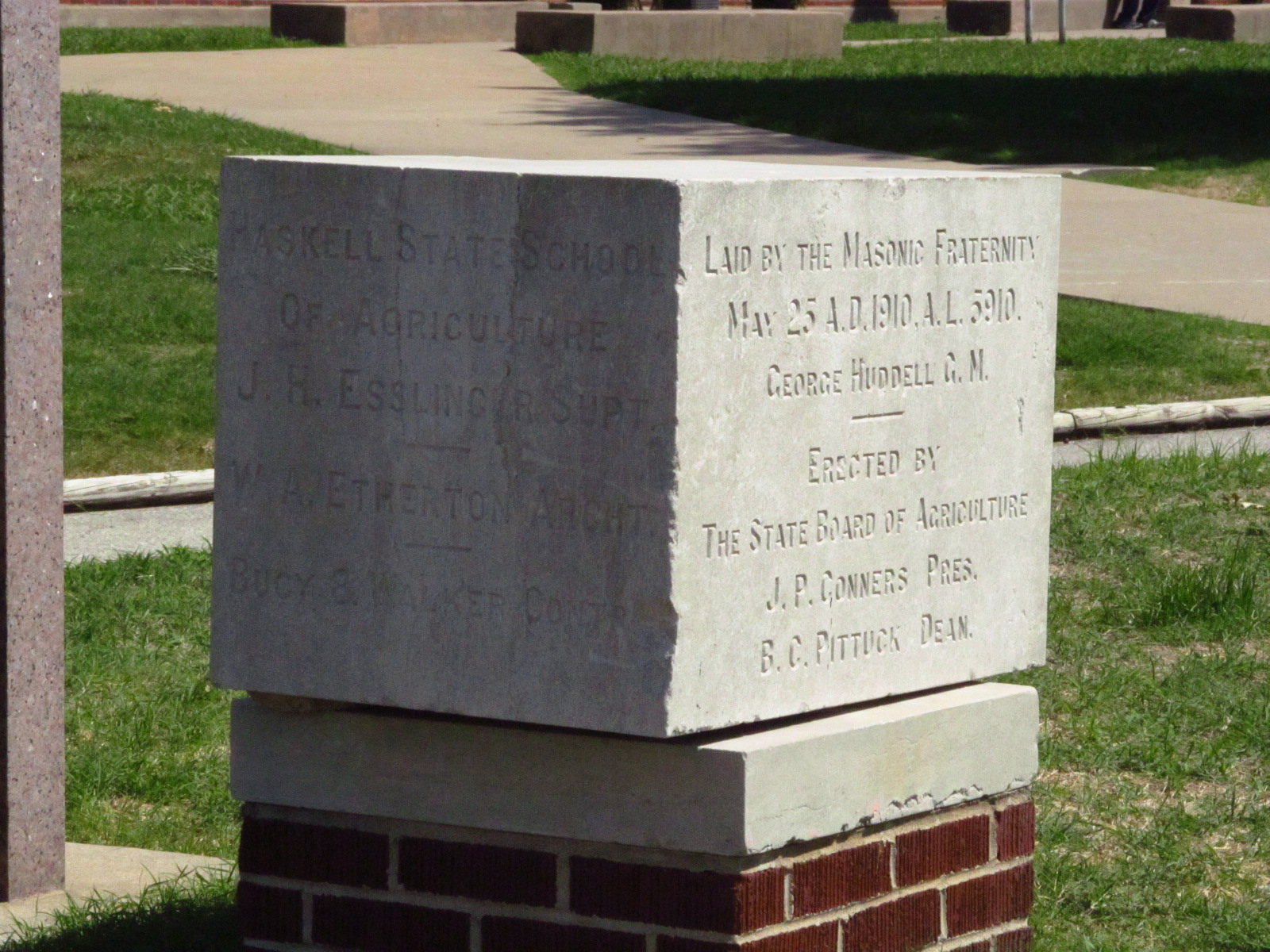
Pierre de l'ancienne école d'agriculture, détruite en 1987.